# 이갑용 (관료)
이갑용(李甲用, 일본식 이름: 大田一夫오타 가즈오, 永川甲用나카가와 고요, 1894년 4월 4일 ~ 1966년 5월 30일)은 일제강점기의 기업인 겸 관료이며 조선총독부 중추원 참의를 지냈다.

## 생애
경상남도 고성군 출신이다. 청년 시절부터 고성에서 무역곡물비료상을 경영하였고, 주류업과 해산물 위탁판매로 대자본가가 되었다. 1940년대에는 고성산업주식회사 사장을 맡았다.
기업인으로 활동하면서 고성금융조합이사, 고성수리조합 평의원, 고성학무위원, 고성농촌지도위원, 고성소작위원, 고성군 미곡통제조합 부조합장, 고성농회 부회장, 고성산업조합장, 고성주조조합장 등 지역 유지들이 맡는 직책을 두루 거쳤다. 고성군의 대표적인 갑부이자 실력자로 떠오르면서 고성면협의회 의원, 경남도회의원(1930년∼1941년)과 고성읍의원(1941년)을 역임하여 활동 영역을 넓혀 나갔고, 일제 말기에는 중추원 참의로 임명되어 중앙 정계에도 진출했다.
중일 전쟁과 태평양 전쟁 기간 중 전시체제 하에서 여러 단체에 가담하여 전쟁 지원에 앞장선 행적이 있다. 비행협회 고성지방위원장, 고성국방의회 고문을 맡아 전쟁을 옹호하고 징병을 후원하였다. 이러한 공을 인정받아 1944년 고성경방단의 표창장을 수여받았으며, 축사를 통해 "황국신민(일본 제국의 신민)의 도를 다해 열심히 노력하겠다"고 답했다.
1941년 일본어 신문이었던 《부산일보》가 고성군의 총력운동을 전망하는 특집판을 발행했을 때, 이갑용은 〈교양과 훈련으로 당국의 긴급문제〉라는 제목의 글을 기고했다. 전시생활에 협력할 것과 국민정신을 앙양할 것을 촉구하는 내용이다. 또한, 1942년 경남 각지에서 벌어진 순회 강연회에 참가하여 징병제 정책을 선전하는 〈징병제 실시와 취지〉라는 제목의 강연을 했다. 이갑용의 당시 직책은 국민총력조선연맹 경상남도 이사였으며, 이 순회 강영회는 각 군마다 평균 6천여 명이 참여한 대형 행사였다.
종전을 1년 반가량 앞둔 1944년 1월에는 지역 유지들과 함께 "결전에 총돌격하자"는 문구를 담은 신문 광고를 부산일보에 게재했다. 같은 해 전쟁 물자가 부족해지자 고성군의 여러 마을을 돌면서 각종 곡식을 공출해 전쟁 물자로 보낸 일도 있다.
광복 후에 반민족행위처벌법이 공포되면서 1949년 반민특위에 검거되었으나 증거불충분으로 석방되었다.

## 사후
2002년 민족정기를 세우는 국회의원모임이 광복회와 공동 발표한 친일파 708인 명단에는 중추원 간부들이 수록되었으나, 이갑용은 누락되었다. 2008년 민족문제연구소가 정리한 친일인명사전 수록예정자 명단 중추원 분야에 선정되었으며 2009년 친일반민족행위진상규명위원회가 발표한 친일반민족행위 705인 명단에도 포함되었다.

## 같이 보기
- 조선총독부 중추원

## 참고자료
- 전갑생 (2003년 7월 19일). “친일파 이갑용의 '황국신민의 길' - [발굴] 경남 최고의 매판자본가에서 중추원 참의까지”. 오마이뉴스. 2008년 3월 1일에 확인함.
- 전갑생 (2003년 9월 8일). “신문광고의 징병과 학병 독려한 '친일파' - '결전에 총 진격하자'고 외친 거제, 통영 지식인과 자본가들”. 오마이뉴스. 2008년 3월 1일에 확인함.